# らぶフェチ
『らぶフェチ』は、Erogos（ゆい工房）より発売されているアダルトゲームのシリーズ。

## 概要
キャラクターデザイン・作画監督は彩珠子（第2期の作画監督は牧だいきち）。第1作の『手コキ編』は、Erogosブランドのデビュー作でもある。
シリーズは第1期と第2期に加え、第1期を女性からの視点から捉えたTECH GIAN（以後、「TG」）で6回連載された版があり、後者は女性からの視点で本編の一部を別視点から捉えた内容となっている。UMD版には第1期とTG連載版を同時収録しているが、UMDの規格と容量の関係で一部削除されているシーンもある。
2012年現在は、第1期と第2期のダウンロード販売が行われている。

## シリーズ
第1期
- 手コキ編
- パイズリ編
- 覗き/オナニー編
- 足フェチ/足コキ編
- フェラチオ編
- 三者面談

TG連載版
- 千聡編
- カオル編
- 美久編
- 奏編
- あゆむ編
- 涼香編

第2期
- サド編
- マゾ編
- らぶ編

## 登場人物
鈴木 公志（すずき こうじ）
高校生。主人公。
紺野 涼香（こんの すずか）
声：青山ゆかり
主人公の幼馴染みでクラスメート。
非常に勝ち気な性格だが、面倒見は非常に良い。
登場作品は「手コキ編」「覗き/オナニー編」「三者面談」「涼香編」「サド編」「マゾ編」「らぶ編」。
笹宮 カオル（ささみや かおる）
声：小森はる香
主人公が通う学園の中等部の女生徒で、主人公の悪友・笹宮太一の妹。
貧乳などの幼すぎる外見にコンプレックスを持っているが、その反動で性に対する姿勢は貪欲。
登場作品は「パイズリ編」「覗き/オナニー編」「三者面談」「カオル編」。
榊原 奏（さかきばら かなで）
声：宇佐美桃香
主人公が通う学園の音楽教師で、あゆむの母親。
おっとりした性格の天然キャラ。
登場作品は「覗き/オナニー編」「足フェチ/足コキ編」「三者面談」「奏編」。
榊原 あゆむ（さかきばら あゆむ）
声：岩泉まい
主人公が通う学園の中等部の女生徒で、奏の娘。
家事もこなすなど割としっかりしているが、性格は母親譲りでおっとりしている。
性や恋愛に関しては年相応の興味は持っており、意外にも主人公に対して従順。
「らぶ編」では事実上のメインヒロインとなる。
登場作品は「足フェチ/足コキ編」「フェラチオ編」「三者面談」「あゆむ編」「らぶ編」。
檻都 美久（おりと みく）
声：逢川奈々
主人公のクラスメイトのお嬢様。
お嬢様扱い、特別扱いされることを不満に思っているが、それ故に警戒心の強い一面がある。
登場作品は「足フェチ/足コキ編」「フェラチオ編」「三者面談」「美久編」「サド編」「らぶ編」。
草薙 千聡（くさなぎ ちさと）
声：北都南
メガネをかけた大人の女性。
挿入よりも精神的、肉体的に相手を翻弄していくことこそを喜びとする、真性のサディスト。
だが、簡単になびいてしまうような相手には、興味を抱かないらしい。
パイズリ編以降は学園の教師としてやってくる。
登場作品は「手コキ編」「パイズリ編」「三者面談」「千聡編」「マゾ編」。
笹宮 太一（ささみや たいち）
声：日向日陰
主人公の悪友。街でナンパするなど女好き。カオルの兄。
おしゃべりで話す事が女やエロの話であるため、女には避けられている。